# Havnuní
Els Havnuní van ser una família de nakharark (nobles) d'Armènia amb feu hereditari al districte d'Havnunik a l'Airarat a la riba esquerra de l'Araxes mitjà, a l'est de l'Abekhiank. Com els Abekhian i els Gabelian, serien una branca menor dels Camsaracans. Garantien 300 homes a l'exèrcit d'Armènia.
Els prínceps haurien tingut la dignitat hereditària de Gran Falconer del Regne d'Armènia, i haurien posseït la fortalesa d'Awnik. Es coneix molt poc d'aquesta família. Apareixen al segle iv i, degut a la pressió àrab, al segle vii van emigrar a Baspracània, on van obtenir un feu. Llavors van ser vassalls dels Arzerunis. Van desaparèixer a mitjan segle ix.